# Czop Kristellera
Czop Kristellera - czop śluzowy znajdujący się w kanale szyjki macicy w czasie ciąży. Jest to wyjątkowo gęsty i lepki śluz gestagenny (odpowiedzialne jest za to wysokie stężenie progesteronu), dlatego też stanowi on mechaniczną barierę chroniącą wnętrze macicy i rozwijający się płód przed infekcjami. Wydalenie czopa śluzowego stanowi jeden ze zwiastunów porodu
Nazwa pochodzi od nazwiska Samuela Kristellera, który jako pierwszy opisał jego znaczenie.